# إيسيكس (كونيتيكت)
إيسيكس (بالإنجليزية: Essex, Connecticut)‏ هي بلدة أمريكية تقع في الولايات المتحدة في كونيتيكت. يقدر عدد سكانها بـ 6,683 نسمة ومساحتها 30.6 كم2 وترتفع عن سطح البحر 19 متر.